# Judith Keijzers
J.C.R. (Judith) Keijzers-Verschelling (Terneuzen, 19 juni 1978) is een Nederlandse bestuurster en CDA-politica. Sinds 2 oktober 2017 is zij burgemeester van Oirschot.

## Opleiding en loopbaan
Keijzers groeide op in Terneuzen en ging van 1990 tot 1996 naar het vwo op het Zeldenrustcollege aldaar. Van 1996 tot 2000 studeerde zij fiscaal recht aan de Katholieke Universiteit Brabant. Tot 2006 was zij werkzaam als belastingadviseur bij ABAB Accountants en Adviseurs en PricewaterhouseCoopers.

## Politieke loopbaan
Van 2002 tot 2006 was Keijzers lid van de gemeenteraad van Son en Breugel. Van 2006 tot 2010 was zij in die gemeente wethouder. Van 2010 tot 2011 was ze opnieuw lid van de gemeenteraad, nu als CDA-fractievoorzitter. Van 2011 tot 2014 was zij lid van de Provinciale Staten van Noord-Brabant en voorzitter van het CDA afdeling Son en Breugel.
Van 2014 tot 2017 was Keijzers wethouder van Waalwijk en had zij in haar portefeuille ruimtelijke ordening en volkshuisvesting. Sinds 2 oktober 2017 is zij burgemeester van Oirschot. Daarmee volgde ze Willemijn van Hees van Geertruidenberg op als jongste vrouwelijke burgemeester van Nederland. Dat eindigde nog geen twee maanden later toen Hanne van Aart burgemeester van Loon op Zand werd.

## Persoonlijk
Keijzers is getrouwd en heeft twee zoons.